# Спартак-Приморье
«Спартак-Приморье» — российский мужской баскетбольный клуб из Владивостока.

## История
Мужская баскетбольная команда «Спартак-Приморье» (до 2003 года — «Спартак-ВГУЭС») создана 4 октября 1999 года при Некоммерческом партнёрстве "Спортивный клуб «Спартак-Приморье» по инициативе известного тренера и менеджера Сергея Пейлатовича Клигера, вернувшегося в родной край после длительного отсутствия. Идею возрождения баскетбольной команды поддержали главы администраций края и столицы Приморья. До этого дня официально профессионального баскетбола на российских берегах Японского моря не было четыре с половиной года. Последний раз команда Владивостока «Шахтёр» (до осени 1989 года — «Спартак») выходила на площадку зимой 1995 года, прекратив существование в феврале того же года из-за финансовых проблем.
Успех на региональном уровне позволил молодой команде подняться в Первую лигу чемпионата России (дивизион «Северо-Запад»). Матчи против дублёров «Химок» и ЦСКА, команд «Пулково» и «Спартак-Биржевик» (обе — Санкт-Петербург), «Планета-Университет» из Ухты и «Университет» из Ярославля проходили уже в спорткомплексе «Олимпиец» (до этого соперников принимали во дворце спорта «Восход»), собирая на трибунах первые аншлаги. Имея самую внушительную поддержку в дивизионе, приморцы первенствовали на «Северо-Западе» и вместе с «Пулково» вышли в финал лиги, где в силу разных обстоятельств довольствовались только 4 местом. В тот сезон состав клуба пополнили воспитанники уральского баскетбола Дмитрий Лебенков и Роман Вахрушев, иркутяне Павел Серых и Владимир Марков.
Из-за финансовых затруднений следующий сезон команда вновь провела в первенстве Дальневосточного федерального округа, одержав победы во всех матчах чемпионата. Параллельно клуб дебютировал на международной арене, выиграв серию турниров в КНР, включая Большой Кубок Харбина в честь 52-й годовщины со дня образования Китайской Народной Республики.
В 2002 году внимание на команду обратил недавно избранный губернатор края Сергей Дарькин. Получив должное финансирование, клуб шагнул в Высшую лигу чемпионата России. Поставленная губернатором задача была перевыполнена. Вместо ожидаемого 5 места — второе, дающее право на переход в дивизион «Б» Суперлиги. Тот сезон ещё в качестве игроков начинали Андрей Терёхин, ставший сначала тренером, а год спустя главным тренером и Сергей Медведев, в 43 года завершивший карьеру игрока, ставший исполнительным директором. Последним этот год был так же для Андрея Тимощука, Владимира Маслова и Павла Серых, начавших затем в дубле карьеры тренеров. Добиться успеха команде помогли приглашённые перед началом и по ходу сезона Илья Резник, Антон Ельняков, Дмитрий Шишанов, Василий Чаплыгин, Сергей Лавров, Александр Михайлов и коренной приморец Евгений Полищук.
Игровой зал спорткомплекса «Олимпиец» был полностью отремонтирован. Были призваны Игорь Сидоркин, Иван Кривко, Олег Скворцов, Дмитрий Древке, Владимир Певнев, Александр Веренич, Андрей Ендропов и Владимир Жигилий — отец последнего, чемпион мира и призёр Олимпийских игр, вошёл в тренерский штаб клуба.
Весь сезон «красно-белые» шли в группе лидеров, и лишь одной победы не хватило команде для попадания в тройку призёров по итогам сезона.
Сергей Клигер, сохранив должность председателя тренерского совета, возглавил правление «Спартака», а в роли главного тренера был утверждён Андрей Терехин. Из-за травм был вынужден завершить выступления многолетний капитан «красно-белых» Вадим Филатов, летняя селекционная кампания, проведённая новоиспечённым наставником, привела в «Спартак» Нияза Исакова, Сергея Смирнова, Константина Еременко-Кестнера, Павла Белоусова, Павла Астахова, Антона Моисеева и Николая Сухорукова. Они вместе с Александром Михайловым, Романом Булганиным, Дмитрием Древке, Владимиром Певневым, Дмитрием Лебенковым, Евгением Полищуком одержали 22 победы подряд на старте сезона. Затем наступил спад, в 6 гостевых матчах команда потерпела 5 поражений, и Андрей Терехин подал в отставку. Ненадолго тренерские функции были возложены на ассистента Терехина Павла Серых и капитана команды Владимира Певнева. Вскоре во Владивосток прилетел новый главный тренер команды Андрей Кибенко, сумевший завершить начатое своим предшественником дело — победить в чемпионате Суперлиги «Б».

### Дебютный сезон в Суперлиге «А»
Последний раз в высшей лиге чемпионата СССР клуб из столицы Приморья выступал в 1985 году. В дебютном сезоне Суперлиги «А» 2005/06 тренерский штаб претерпевал частые перемены. Начал сезон Андрей Кибенко, но вскоре его заменил первый иностранный тренер в истории приморского баскетбола сербский специалист Слободан Николич, не сумевший добиться от игроков поставленных задач, и сезон, в качестве исполняющего обязанности главного тренера, завершал Павел Серых. В составе «Спартака-Приморье» впервые появились легионеры из дальнего зарубежья: американский разыгрывающий Уилли Дин, литовский центровой Томас Нагис, сербский разыгрывающий Милош Минич, американский центровой Торрей Ламар Брэггс. Дебютный сезон в элитном дивизионе приморская команда закончила на 9 месте.
Сезон 2006/2007 «Спартак-Приморье» начал под руководством нового главного тренера Сергея Бабкова, ранее занимавшего такой же пост в сборной России. В качестве помощников тренера были приглашены Михаил Михайлов и Владимир Певнев. Были приглашены румынский центровой Вирджил Станеску, по итогам сезона единогласно признанный лучшим игроком, американский защитник Деррик Фелпс, молодые русские игроки Виктор Кейру и Евгений Колесников. Второй сезон подряд Уилли Дин стал лучшим снайпером не только «Спартака-Приморье», но и всей Суперлиги «А». Команда заняла 7 место в регулярном чемпионате. Место дало право в сезоне 2007/2008 выступать в Кубке Европы, проводимом под эгидой ФИБА. Под требования ФИБА была реконструирована главная приморская арена СК «Олимпиец», подписаны контракты с баскетболистами, имевшими опыт выступления в Евролиге, но по причине отдалённости Владивостока от базирования основных соперников, «Спартаку-Приморье» отказали от участия в Кубке Европы.
Состав «Спартака-Приморье» в сезоне 2007/2008 был сильнейшим в истории команды. В красно-белой форме в Суперлиге А играли американцы: Эрнест Бремер и Джозеф Блейр, литовец Видас Гиневичус, хорват Дамир Милькович, россияне: Вадим Панин, Андрей Сепелев, Станислав Макшанцев, Александр Фомин. Борьба за место в плей-офф Суперлиги А закончилась в пользу приморцев.
В четвёртом сезоне в Суперлиге А «Спартак-Приморье» закончил на 11 месте, но не смог принять участие в утешительном турнире за 8-12 места из-за финансовых затруднений. Досрочное снятие с чемпионата стоило команде прописки в российской баскетбольной топ-лиге, а генеральному директору клуба Сергею Пейлатовичу Клигеру поста. Клигер скончался 26 декабря 2019 года.

### Перемены
В июле 2009 года президентом «Спартака-Приморье» был назначен Сергей Витальевич Насонов, который принял клуб с миллионными долгами. В авральном режиме была собрана команда, которой предстояло выступать во втором российском дивизионе — Суперлиге Б. Несмотря на трудности комплектования состава, попечительский совет клуба во главе с губернатором Приморского края Сергеем Михайловичем Дарькиным поставил цель — быть в призёрах. До 3 места команде Андрея Терехина не хватило двух побед, а итогом сезона стало 5 место в Суперлиге Б.
В сезоне 2010/2011 перед командой была поставлена цель — занять минимум 3 место в Суперлиге. Только при соблюдении этих условий «Спартак-Приморье» мог рассчитывать на переход в Профессиональную баскетбольную лигу. Итоговой в распределении мест стала стадия плей-офф, по результатам которой были распределены места в Суперлиге, второй по значимости лиге России. В межсезонье тренерский штаб возглавил наставник молодёжной сборной России Борис Георгиевич Ливанов.

### Возвращение в элиту
Регулярный чемпионат «Спартак-Приморье» закончил на 2 месте. На стадии плей-офф в 1/4 финала приморцы прошли магнитогорский «Металлург», в полуфинале легко расправились с саранским «Русконом», а в финале вышли на сургутский «Университет», занявший 1 место в регулярном чемпионате. Преимущество домашней площадки было на стороне соперников. Первая встреча во Владивостоке завершилась уверенной победой «Спартака-Приморье», а серия переехала в Сургут. Приморцы в первом же ответном матче оформили чемпионство. Помимо золотых медалей Суперлиги, спартаковцы завоевали право на участие в Кубке вызова ФИБА.
Основным принципом комплектования команды для высшего баскетбольного дивизиона, принятым правлением клуба, стало максимальное сохранение состава, что принёс Приморскому краю второе «золото» российской Суперлиги. Основные позиции были усилены легионерами: MVP чемпионата Польши разыгрывающий Тори Томас, форвард Катберт Виктор и центровой сборной Нигерии Джелил Акинделе. Последний — не доиграл и до экватора чемпионата, и на его место пришёл канадец Шон Денисон. Также по ходу сезона спустя 2,5 года вернулся атакующий защитник, чемпион Европы в составе сборной России Николай Падиус. Тренерский штаб был усилен Алексеем Владимировичем Васильевым, первым тренером прославленного российского игрока Андрея Кириленко.
На старте Чемпионата России БЕКО ПБЛ «Спартак-Приморье» одержал ряд громких побед. В первом матче была добыта историческая победа над УНИКСом. Подмосковные «Химки», которые в дальнейшем станут чемпионами Еврокубка, проиграли на своей площадке. Ещё одна яркая победа была одержана в Санкт-Петербурге, где приморцам понадобилось 2 овертайма для того, чтобы сломить местный «Спартак».
Итоговым в регулярном чемпионате для приморского клуба стало 7 место. До заветной четвёрки, которая продолжила борьбу за медали, спартаковцам не хватило всего одной победы.
В 2012 году «Спартак-Приморье» впервые в своей истории стал не только участником «Финала четырёх», но и серебряным призёром Кубка России. В полуфинале в дополнительное время была одержана труднейшая победа над петербургским «Спартаком», а в финале приморцы уступили хозяевам площадки — самарским «Красным крыльям».
В сезоне 2016/2017 команда под руководством Милоша Павичевича заняла 3-е место в Суперлиге-1, а в сезоне 2017/2018 стала чемпионом.

## Выступление команды в чемпионатах России
| Лига  | Чемпионат Д. Востока | Первая лига           | Чемпионат Д. Востока | Высшая лига | Суперлига Б | Суперлига Б | Суперлига А | Суперлига А | Суперлига А | Суперлига А | Суперлига | Суперлига | ПБЛ     | ПБЛ     | Суперлига | Суперлига | Суперлига | Суперлига | Суперлига |
| ----- | -------------------- | --------------------- | -------------------- | ----------- | ----------- | ----------- | ----------- | ----------- | ----------- | ----------- | --------- | --------- | ------- | ------- | --------- | --------- | --------- | --------- | --------- |
| Сезон | 1999/00              | 2000/01               | 2001/02              | 2002/03     | 2003/04     | 2004/05     | 2005/06     | 2006/07     | 2007/08     | 2008/09     | 2009/10   | 2010/11   | 2011/12 | 2012/13 | 2013/14   | 2014/15   | 2015/16   | 2016/17   | 2017/18   |
| Место | 1                    | 2 в группе 4 в финале | 1                    | 2           | 4           | 1           | 9           | 7           | 8           | 12          | 5         | 1         | 7       | 9       | 3         | 2         | 6         | 3         | 1         |

## Достижения
Суперлига
- Чемпион (3): 2004/2005, 2010/2011, 2017/2018
- Серебряный призёр: 2014/2015
- Бронзовый призёр (2): 2013/2014, 2016/2017

Высшая Лига
- Серебряный призёр: 2002/2003

Кубок России
- Серебряный призёр: 2011/2012
- Бронзовый призёр (2): 2012/2013, 2014/2015

## Общественный совет клуба
21 июня 2019 года был создан Общественный совет БК «Спартак-Приморье». В его состав вошли люди, внёсшие значительный вклад в развитие баскетбола в Приморском крае. Председателем Общественного совета назначен Киселёв Виталий Геннадьевич.
Состав Общественного совета:
- Киселёв Виталий Геннадьевич — мастер-спорта, президент Федерации баскетбола г. Артёма
- Клигер Сергей Пейлатович — основатель БК «Спартак-Приморье» (ум. 26 декабря 2019)
- Сапрыкин Владимир Георгиевич — председатель совета ветеранов БК «Спартак-Приморье»
- Макаров Игорь Георгиевич — основатель БК «Спартак-Приморье»
- Рудой Дмитрий Александрович — президент Федерации баскетбола г. Находка
- Пригородов Павел Михайлович — начальник управления по делам молодёжи Уссурийского ГО
- Сердюк Светлана Владимировна — представитель ШБЛ «КЭС-БАСКЕТ» в Приморском крае
- Дроздов Михаил Юрьевич — президент Федерации баскетбола Приморского края
- Волков Андрей Владимирович — представитель РФБ по развитию массового баскетбола в ДВФО

## Закреплённые номера
- № 5  Сергей Медведев[4]
- № 8  Андрей Москалёв
- № 12  Валентин Колесников
- № 15  Владимир Коско
- № 15  Евгений Полищук[5]

## Эмблема
До сезона 2009/10 клуб использовал традиционную спартаковскую эмблему (красный ромб с пересечённой белой литерой С) с баскетбольным мячом. В сентябре 2009 года голосованием на сайте клуба была выбрана новая эмблема — тигриная морда на фоне баскетбольного мяча.